# Toleranzedikt des Galerius
Das Toleranzedikt des Galerius markiert das eigentliche Ende der Christenverfolgungen im Römischen Reich. Es wurde im Frühjahr 311 von Kaiser Galerius in Nikomedia herausgegeben, nachdem er zusammen mit seinem Unterkaiser Maximinus Daia die von Diokletian 303 eingeleitete Christenverfolgung anfänglich fortgesetzt hatte. Das Edikt wurde im Namen aller vier damals regierenden Kaiser herausgegeben; Lactantius berichtet, dass es am 30. April 311 in Nikomedia bekannt gegeben wurde.

## Hintergründe
Galerius war zuvor schwer an Krebs erkrankt; diese Erkrankung wurde von den christlichen Apologeten als der Auslöser seines inneren Wandels zur Duldung des Christentums angesehen. Galerius hatte dabei aber politische Beweggründe; er war um die Stabilität des Reiches besorgt. Er war zur Einsicht gekommen, dass die Christen von der Verfolgung nicht entscheidend getroffen worden waren; vor allem in der Osthälfte waren die Christen zahlreich, wenngleich auch dort immer noch eindeutig in der Minderheit. 
Das Dekret enthält keine Bevorzugung der Christen, aber es erlaubte ihnen die Wiederherstellung ihrer Kirchen sowie ihre Zusammenkünfte, so weit sie die öffentliche Ordnung nicht stören. Außerdem forderte es die Christen auf, für das Wohl des Staates zu beten. Durch das Edikt wurde die Christenverfolgung beendet und das Christentum zugleich zur religio licita (erlaubte Religion), d. h., es wurden zum ersten Mal Christen in gewisser Weise gesetzlich anerkannt. Mit der Ernennung zur religio licita war, ebenso wie zuvor bei den Juden durch Caesar und Augustus, eine Befreiung vom Kaiseropfer und den Opfern an die römischen Staatsgötter verbunden, was sie zuvor von der Bekleidung öffentlicher Ämter ausgeschlossen hatte.
Galerius starb nur kurze Zeit nach Herausgabe des Edikts, was den (gegen Galerius voreingenommenen) christlichen Apologeten Lactantius zu der höhnischen Bemerkung veranlasste, dass seine Reue zu spät gekommen sei.
Im Jahre 313 kam es zur Mailänder Vereinbarung, das in der Christentumsgeschichte üblicherweise als Ende der Christenverfolgung angesehen wird, in der Praxis aber wesentlich weniger änderte als das Toleranzedikt von 311. Vielmehr ist es als Ergänzung dazu anzusehen.

## Inhalt des Toleranzedikts
„Neben dem übrigen, was wir zum Wohle und Nutzen des Staates angeordnet hatten, wollten wir bislang alles gemäß den alten Gesetzen und der öffentlichen Ordnung der Römer verbessern und dafür sorgen, dass auch die Christen, die die Lehre ihrer Vorfahren verlassen hatten, zur Vernunft zurückkehrten. Denn aus irgendeinem Grund hatte diese Christen ein solcher Eigenwille und eine solche Dummheit ergriffen, dass sie den Einrichtungen der Alten nicht mehr folgten, die möglicherweise ihre eigenen Vorfahren eingeführt hatten, sondern sich nach ihrem eigenen Willen und nach Belieben Gesetze gaben, um sie zu befolgen, und in verschiedenen Gegenden verschiedene Völker zu einer Gemeinschaft zusammenbrachten. Als wir schließlich befohlen hatten, dass sie zu den Einrichtungen der Alten zurückkehren sollten, wurden viele von ihnen in Gerichtsprozesse verwickelt, viele wurden auch vertrieben. Und da die meisten auf ihrem Vorsatz bestanden und wir sahen, dass sie weder den Göttern die angemessene Verehrung zukommen ließen, noch den Gott der Christen verehrten, so haben wir es in unserer außerordentlichen Milde und beständigen Gewohnheit, sämtlichen Menschen zu verzeihen, für notwendig gehalten, auch diesen unsere freimütigste Nachsicht zu gewähren, damit sie wieder Christen sein und ihre Versammlungsstätten wieder aufbauen könnten, allerdings so, dass sie nichts gegen die öffentliche Ordnung unternehmen. Durch ein anderes Schreiben aber werden wir den Gerichtsbeamten mitteilen, was sie zu beachten haben. Daher wird es unserer Nachsicht entsprechend die Pflicht der Christen sein, zu ihrem Gott für unser Wohl, für das Wohl des Staates und für ihr eigenes zu beten, damit der Staat in jeder Hinsicht vor Schaden bewahrt bleibt und sie sicher in ihren Wohnungen leben können.“